# 2,2-二甲氧基丙烷
2,2-二甲氧基丙烷（DMP）是一種烷基化試劑。它是丙酮和甲醇反應得到的缩酮，是合成2-甲氧基丙烯的中间体。组织学中认为2,2-二甲氧基丙烷能比乙醇使动物组织更有效地脱水。
2,2-二甲氧基丙烷在无水反应中通常被用作除水剂，试剂中含有的水能与其反应生成丙酮和甲醇。